# Vítor Direito
Vítor Noberto Lopes Direito, (Vimioso, 23 de Novembro de 1931-3 de abril de 2009) foi um jornalista e fundador do Correio da Manhã, o jornal diário mais lido de Portugal. Era licenciado em Direito pela Universidade Clássica de Lisboa, e iniciou-se no jornalismo desportivo e na rádio no Porto, de onde saiu para o Diário de Lisboa, que chegou a chefiar.
Foi ainda chefe de redacção do Jornal República e director-adjunto do vespertino A Luta. Entrou para o Diário de Lisboa em 1951, onde trabalhou com Fernando Assis Pacheco, Bessa Múrias, Joaquim Letria, José Carlos Vasconcelos e Mário Zambujal.
Antes do 25 de Abril de 1974, numa época em que a censura era a dor de cabeça dos jornalistas, "Vítor Direito sofreu muito, porque era muito rigoroso e independente, e era por isso muito criticado, acusado de ser de direita", recorda-se Arons de Carvalho, (actual deputado do Partido Socialista) então em início de carreira como jornalista. Com o fim do Jornal República, fundou o jornal A Luta com Raul Rego, maçon do Grande Oriente Lusitano, onde foi director-adjunto. Em 1979, fundou o seu próprio jornal o Correio da Manhã, inspirado no tablóide inglês Sun. A primeira edição saiu a 19 de Março. Vítor Direito era sobrinho de Norberto Lopes, jornalista fundador do jornal A Capital.
Em 9 de junho de 2000, o Presidente da República Jorge Sampaio atribuiu-lhe o grau de Comendador da Ordem do Infante D. Henrique.
Em abril de 2004, Vítor Direito foi convidado por António Ruella Ramos (antigo diretor do Diário de Lisboa), para participar numa edição especial do Diário de Notícias, a propósito do 30.º aniversário da Revolução dos Cravos. O objetivo era criar graficamente um processo de cortar os textos que a censura, se ainda existisse, eliminaria. O suplemento desse mês foi publicado com «cortes» a lápis azul, feitos pela dupla de jornalistas que mais sofreu com a censura.
Vitor Direito, também tratado apenas por VD, faleceu em Cascais, a 1 de abril de 2009, vítima de uma pneumonia, tendo o seu corpo sido cremado. Tinha 78 anos.